# 샤이엔 토지
샤이엔 토지(Cheyenne Tozzi, 1988년 11월 9일 ~ )는 오스트레일리아의 모델이다. 배우 타냐 토지의 동생이다.